# Fairfield County (Connecticut)
Fairfield County je okres ve státě Connecticut ve Spojených státech amerických. K roku 2010 zde žilo 916 829 obyvatel. Správním městem okresu je Bridgeport. Celková rozloha okresu činí 2 168 km².